# Королёв, Виталий Александрович

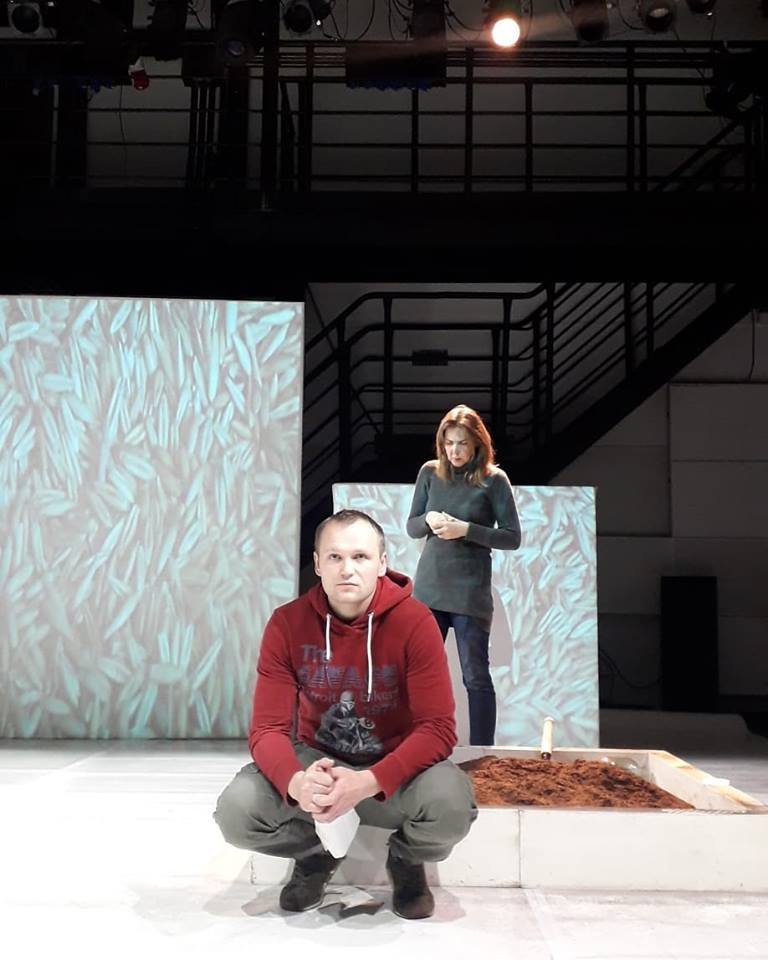
Фото со спектакль, поставленного по пьесе Виталия Королёва "Опиум"

Виталий Александрович Королёв — (бел. Віталь Аляксандравіч Каралёў; род. 4 ноября 1983) — белорусский драматург и прозаик, автор первого в истории Беларуси спектакля-променада; номинант на Национальную театральную премию 2017—2018 г.г.; пьесы поставлены в государственных и проектных театрах страны, отмечены на международных конкурсах и фестивалях «Любимовка», «Ремарка», «Евразия», «Свободный театр», «Слово и действие», «Write Box», «Платоновский фестиваль искусств» и др., публикуются в журналах и сборниках («Антология современной белорусской драматургии», «Nowa dramaturgia bialoruska», «Лиterraтура», «Кольцо-А» и др.), переведены на польский, английский и немецкий языки; член Союза писателей Москвы с 2014 года. Королёв проводил мастер-класса для драматургов в рамках недели современной драматургии «Концентрация».
Родился в Минске, пишет на русском языке. Пьесы и проза доступны на странице Центра белорусской драматургии.
Спектакль по пьесе «Участковые, или Преодолеваемое противодействие» (режиссёр Елена Силутина) участвовал в программе Международного форума театральных искусств «ТЕАРТ», был признан зрителями лучшим экспериментальным спектаклем Беларуси 2015—2016 годов.
Спектакль «Опиум», поставленный по одноимённой пьесе Королева режиссёром Александром Марченко в Минске в 2016 году, стал первым спектаклем в Беларуси, деньги на который были собраны на краудфандинговой платформе. Пьеса и спектакль получили положительные отклики в государственных и независимых СМИ, назывались «революционными» для белорусского театра. Спектакль был признан театральными критиками Лучшим спектаклем Беларуси в 2016 году, победил в номинации «Лучший спектакль малой формы» на Международном театральном фестивале «Белая вежа-2017». «Опиум» показывали на сценах Германии и Литвы.
Пьеса Королёва «Москоу Дримин» поставлена в Республиканском театре белорусской драматургии, в Театре драмы и комедии им. В. И. Дунина-Марцинкевича, в Центре экспериментальной режиссуры.

## Известные постановки
- пьеса «Участковые, или Преодолеваемое противодействие» — поставлена в 2015 году на малой сцене Республиканского театра белорусской драматургии (реж. Елена Силутина);
- пьеса «Опиум» — поставлена в Центре визуальных и исполнительных искусств «Арт Корпорейшн» 2016 году (реж. Александр Марченко);
- пьеса «Москоу Дримин» — поставлена в Театре драмы и комедии им. В. И. Дунина-Марцинкевича (г. Бобруйск) и в Центре экспериментальной режиссуры (г. Минск) (реж. Алексей Кузмицкий);
- пьеса «my» — поставлена в виде спектакля-променада в рамках Фестиваля национальной драматургии в 2017 году (реж. Александр Марченко);
- пьеса «Москоу Дримин» — поставлена в Республиканском театре белорусской драматургии в 2018 году (реж. Александр Гарцуев);

## Цитаты
Самым ярким считаю "Опиум" по пьесе Виталия Королева в постановке Александра Марченко. Глубокая современная драма. — заслуженный журналист Беларуси, театральный критик Татьяна Орлова. "Sputnik (Беларусь)", 08.11.2019.

После этого спектакля хочется помолчать… Я буду ещё долго думать об этой работе — настолько она искренна и правдива.— польский критик Томаш Милашевский об "Опиуме". "Вечерний Брест", 10.09.2017.

Мне кажется, что это — абсолютно белорусская пьеса, она из нашего пространства, духовного и физического. Локально высвеченная история небольшой семьи, которая жила долго, ничего не нажила и теперь отчаянно пытается уцелеть. Но в пьесе существует и некий контекст, который не каждому драматургу удается создать. Мир, выносящий простому человеку приговор.— театральный критик Людмила Громыко о пьесе "Опиум". "Виталий Королев: "Драматургия – осознанная необходимость".